# أنطونيو أبيتي
أنطونيو أبتي فلكي وفيزيائي إيطالي، ولد 19 يونيو 1846 بسان بيترو دي جورزيا (إيطاليا سابقا وسلوفينيا حاليا) وتوفي في 20 فبراير 1928 بفلورنسا إيطاليا.
حصل على دبلوم في الرياضيات من جامعة بادو. وأصبح لاحقا مديرا لمرصد اركتري بفلورنسا (1893- 1921) وبروفيسور بجامعة فلورنسا.
كان له تأثير كبير في زيادة إنتاج الأجهزة الفلكية الإيطالية، له مراصد للمذنبات والكويكبات.
```
ومن أعماله وصف لعبور 
الزهرة
 (1874).
```